# Касино, Эстель
Эстель Касино (фр. Estelle Cascino; род. 13 марта 1996, Марсель) — французская профессиональная теннисистка. Финалистка трёх турниров WTA 125 в парном разряде; и победительница 29 турниров ITF (4 — в одиночном разряде).

## Общая информация
Родилась 13 марта 1996 года в Марселе, во Франции.

## Спортивная карьера
В 2016—2019 годах стала победительницей четырёх турниров ITF в одиночном разряде.
И в 2013—2024 годах стала победительницей ещё двадцати пяти турниров ITF в парном разряде.

### 2021—2022
В декабре 2021 года, в Лиможе (Франция) стала финалисткой в парном разряде вместе с соотечественницей Жессикой Понше турнира WTA 125 Открытый чемпионат Лиможа, где они в финале проиграли паре Моника Никулеску и Вера Звонарёва со счётом 4-6, 4-6.
В мае 2022 года стала финалисткой в парном разряде вместе с соотечественницей Жессикой Понше турнира WTA 125 Открытый чемпионат Сен-Мало (Франция), где они в финале проиграли японской паре Эри Ходзуми и Макото Ниномия со счётом 6-7(1-7), 1-6.

### 2023—2024
В конце июля 2023 года стала финалисткой в парном разряде вместе с латышкой Дианой Марцинкевич 100-тысячного турнира ITF Open Araba en Femenino в Витория-Гастейсе (Испания), где они в финале проиграли Оливии Николлс и Алисии Барнетт со счётом 3-6, 4-6.
В начале мая 2024 года стала финалисткой в парном разряде вместе с соотечественницей Кароль Монне турнира WTA 125 Открытый чемпионат Сен-Мало (Франция), где они в финале проиграли паре Анастасия Децюк и Амина Аншба со счётом 6-7(7), 6-2, [5:10].
В июле 2024 года стала победительницей в парном разряде вместе с филиппинкой Александрой Эала 100-тысячного турнира ITF Open Araba en Femenino в Витория-Гастейсе (Испания), где они в финале победили Диану Марцинкевич и Лию Каратанчеву со счётом 6-3, 2-6, [10:4].

## Итоговое место в рейтинге WTA по годам
| Год  | Одиночный рейтинг | Парный рейтинг |
| 2024 | —                 | 118            |
| 2023 | 747               | 152            |
| 2022 | 584               | 118            |
| 2021 | 443               | 158            |
| 2020 | 462               | 219            |
| 2019 | 487               | 175            |
| 2018 | 532               | 497            |
| 2017 | 414               | 655            |
| 2016 | 505               | 691            |
| 2015 | 724               | 603            |
| 2014 | 533               | 564            |
| 2013 | 462               | 452            |
| 2012 | 1068              | —              |
| 2011 | 797               | 1029           |